# Lobelka modrá

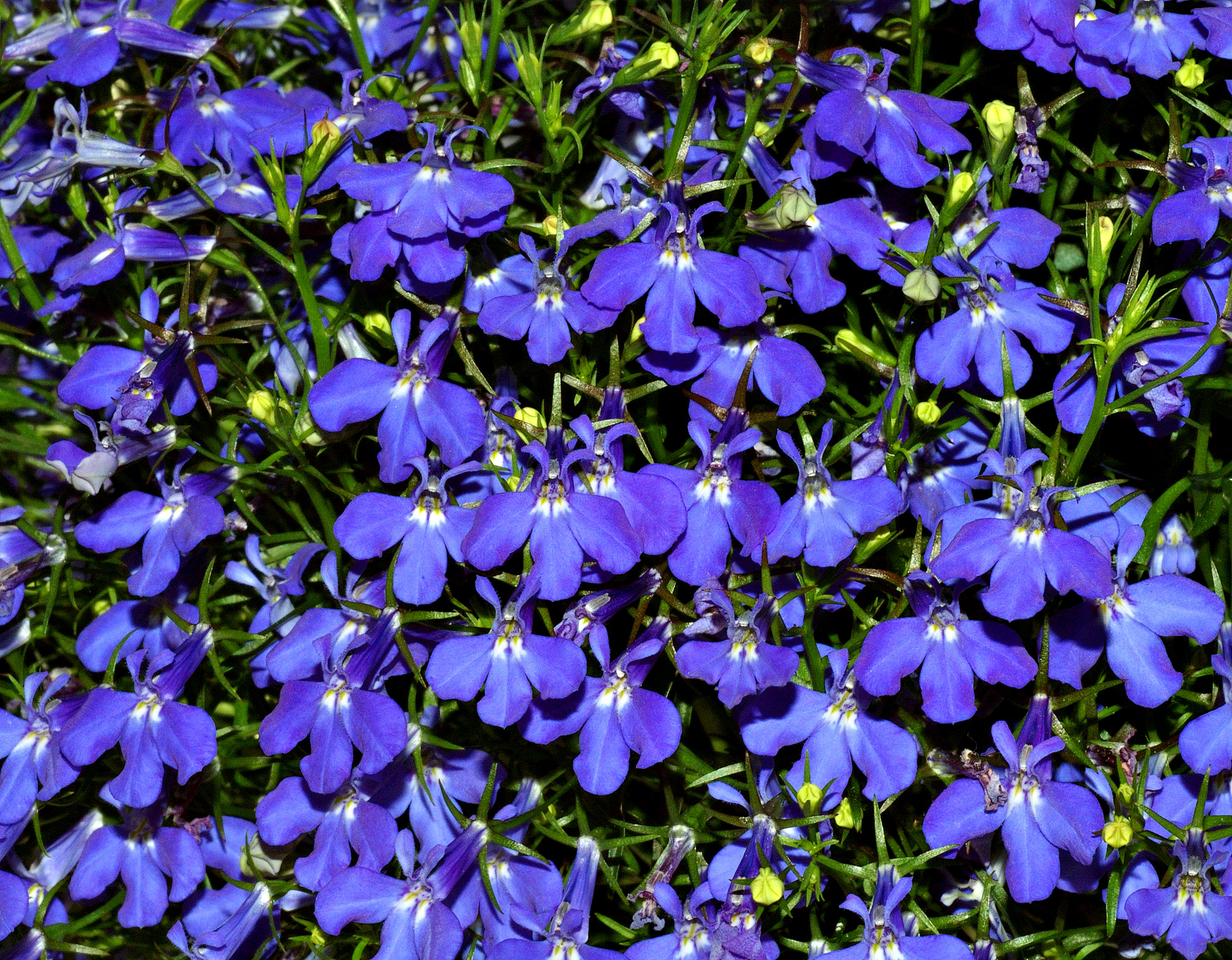
Skupina kvetoucích lobelek

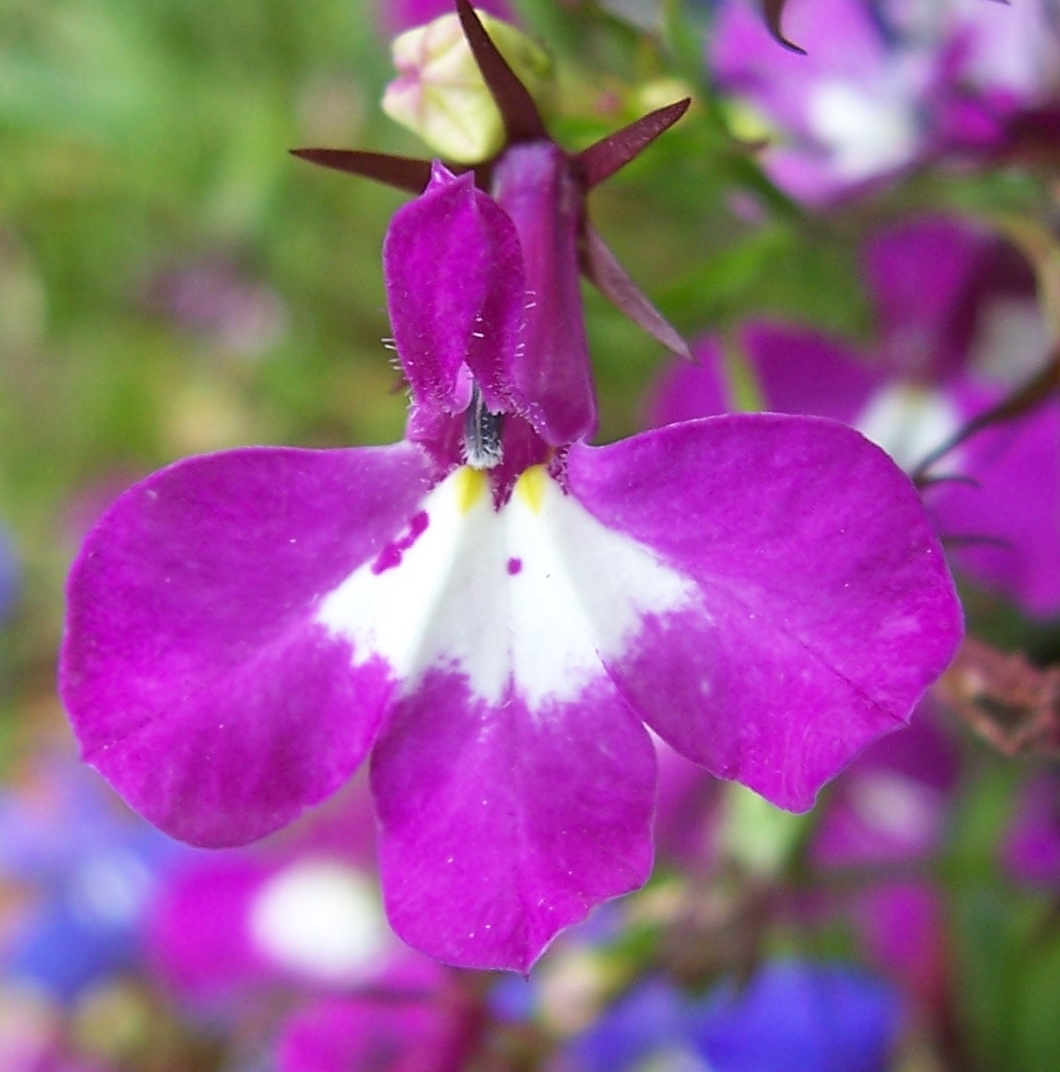
Květ fialové variety

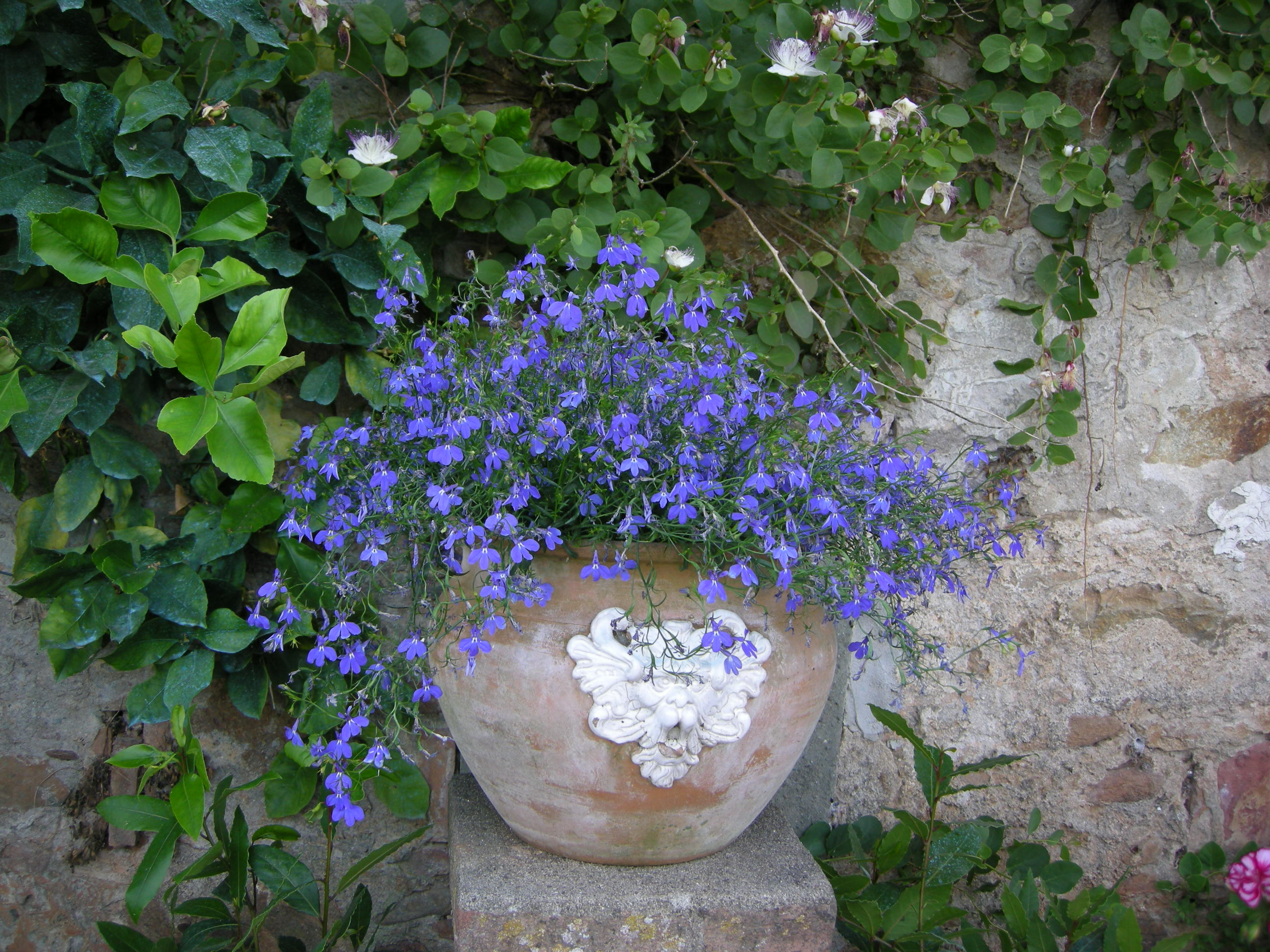
Žardinérie s poléhavými lobelkami

Lobelka modrá (Lobelia erinus), též zvaná lobelka drobná, je nízká, jednoletá, bohatě se větvící rostlina rozkvétající během léta mnoha modrými, fialovými, růžovými či bílými květy o velikosti 1 až 2 cm. Používá se jako okrasná rostlina, která je pro nenáročnost a dlouhou dobu kvetení oblíbenou letničkou. V české přírodě není původní rostlinou, ale je považována za příležitostně se vyskytující neofyt úmyslně do ní introdukovaný. Je v ČR nejrozšířenějším druhem širokého rodu lobelka a je pěstován v zahradách i parcích; výjimečně zplaňuje a uniká do volné přírody, invazní potenciál této byliny je však slabý.
Rostlina dostala rodové jméno Lobelia na počest uznávaného belgického botanika a lékaře Matthiase de L'Obela žijícího na přelomu 16. a 17. století.

## Rozšíření
Původní areál lobelky modré se nachází v subsaharské Africe, počínaje Etiopií, Súdánem a Somálskem na východě, přes Senegal na západě, Nigerii, Demokratickou republiku Kongo a Tanzanii v centru kontinentu až po jihoafrickou Namibii, Zambii, Zimbabwe, Botswanu, Mosambik a Jihoafrickou republiku. Druhotně byla zavlečena do Evropy, Makaronésie, Severní Ameriky, jižní Austrálie i na Havajské ostrovy.

## Ekologie
Tento terofyt upřednostňuje kyprou, vlhkou, dobře odvodněnou, na živiny bohatou půdou v mírném polostínu, na plném slunci vyžaduje hodně vláhy. V průběhu suchého léta je vděčná za občasnou závlahu. Je přizpůsobivá různým typům půdy, mnohdy však na úkor množství květů.
Ve středoevropských podmínkách začíná kvést koncem června a při dostatku živin a vláhy kvete až do ochlazení s nástupem podzimu. Celá rostlina obsahuje mnohé alkaloidy, např. toxický lobelin způsobující mj. pokles krevního tlaku. Při spasení většího množství bylin mohou tyto uškodit býložravcům, u lidí se o konzumaci neuvažuje. Ploidie druhu je 2n = 28 nebo 42.

## Popis
Jednoletá, 10 až 15 cm vysoká bylina ronící po poranění bílý latex. Lodyhu má přímou či poléhavou a od báze bohatě rozvětvenou. Lysá, tupě hranatá lodyha je střídavě porostlá celistvými, jednoduchými, slabě masitými listy se zpeřenou žilnatinou. Jejich čepele jsou ve spodní části krátce řapíkaté, asi 15 mm dlouhé, široce obvejčité, na bázi klínovité a po obvodě tupě zubaté. Ve střední a horní části lodyhy jsou přisedlé, obkopinaté až úzce eliptické, řidčeji zubaté a směrem vzhůru se zmenšují a přecházejí v listeny.
V nejvyšší části lodyhy vyrůstají z úžlabí listenů stopkaté, oboupohlavné květy až 35 mm velké. Jsou dvoustranně souměrné, mají vytrvalý, srostlolupenný, nálevkovitý kalich s pěti šídlovitými, stejně velkými lístky 6 mm dlouhými, zelenými nebo nachově zabarvenými. Nálevkovitá koruna je dvoupyská, horní pysk je tvořen dvěma krátkými, vzpřímenými, kopinatými lístky a dolní třemi velkými, okrouhlými a do široka rozloženými. Korunní lístky jsou světle až tmavě modré, růžové nebo bílé, její hluboce rozštěpená trubka je na vnitřní straně skvrnitá a v ústí má dva zelené výrůstky. V koruně je pět tyčinek s nitkami vespod volnými a u prašníků srostlými. Lysý, dvoudílný semeník s mnoha vajíčky má skrz trubičku ze srostlých nitek protaženou dlouhou čnělku, která na konci nese dvouramennou bliznu. Květy jsou opylovány hmyzem, pro znesnadnění samoopylení jsou květy protandrické, nejdříve uzraje pyl v prašnících a teprve po vypylení dospějí vajíčka v semeníku.
Plod je hnědá, pukající tobolka velká asi 6 mm, která je vejčitého tvaru a má u vrcholu zbytky suchého kalichu. Otvírá se dvěma chlopněmi a obsahuje množství drobných, hnědých semen.

## Rozmnožování
Nové rostliny se vypěstují ze semen, která se vysévají asi osm až deset týdnů před výsadbou vzrostlých semenáčů na trvalá stanoviště. V teplém prostředí, 15 až 20 °C, vyklíčí na světle za 14 dnů a do venkovního prostředí se vysazují až v době, kdy již nehrozí opožděné jarní mrazíky. Je snazší přesazovat malé chomáčky rostlinek, než se snažit je rozsazovat jednotlivě. Doba kvetení se prodlouží letním seříznutím v polovině výšky, rostlinky při dostatku vláhy znovu obrazí a pokvetou do zámrazu.

## Význam
Lobelka modrá je často pěstována jako jemná letnička vhodná na záhony, do okenních truhlíků i závěsných květináčů. Podle vzrůstu se dospělé rostliny dělí do dvou skupin, které jsou v mládí od sebe nerozlišitelné. První skupina je označována jako Lobelia erinus 'Compacta', což jsou rostliny kompaktního, vzpřímeného vzrůstu tvořící zelené trsy vysoké 10 až 15 cm. Jsou vhodné pro květinové záhony, včetně květináčů či středů závěsných košů. Druhá skupina, nazývaná Lobelia erinus 'Pendula', má lodyhy delší a nepevné, tudíž poléhavé. Tyto rostliny visí přes okraje květináčů či okenních truhlíků a kryjí je svými listy a květy, jsou také vhodné pro záhony, kde půdu zcela pokryjí.
Obliba lobelky modré spočívá i v tom, že byla vyšlechtěna řada kultivarů různých barev i velikosti květů. Mezi nejčastěji pěstované patří světle modré 'Cambridge Blue' a 'Waverly Blue', modré 'Crystal Palace', 'Blue Pearl' a 'Mrs. Clibran Improved', bílé 'White Lady' a 'Snowball', růžové 'Rosamund' a 'Pink Flamingo'a převislé kultivary jasně modré 'Blue Cascade' a Sapphire a barvy lila 'Lilac Fountainc'.

## Galerie

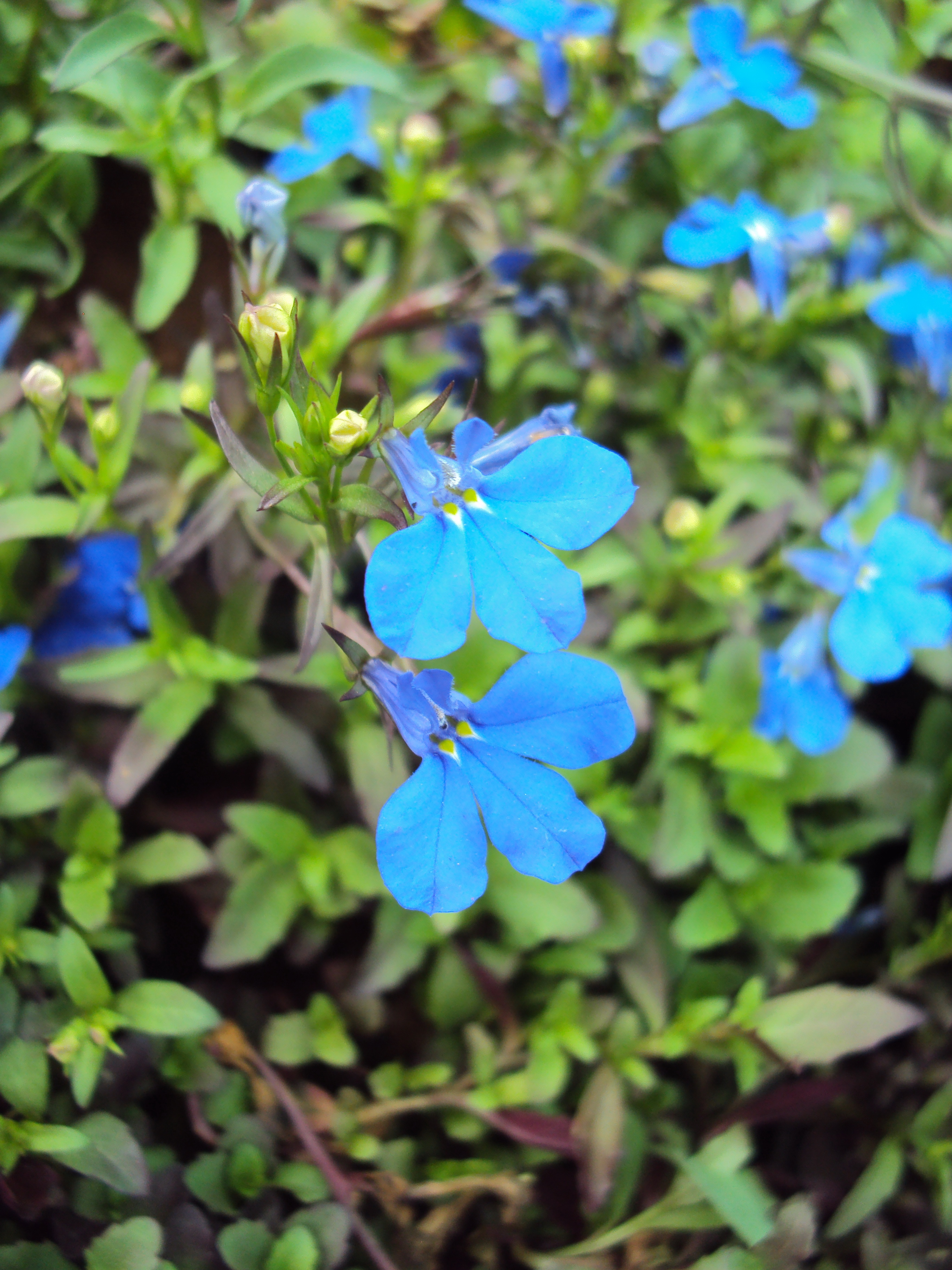
Světle modrý kultivar
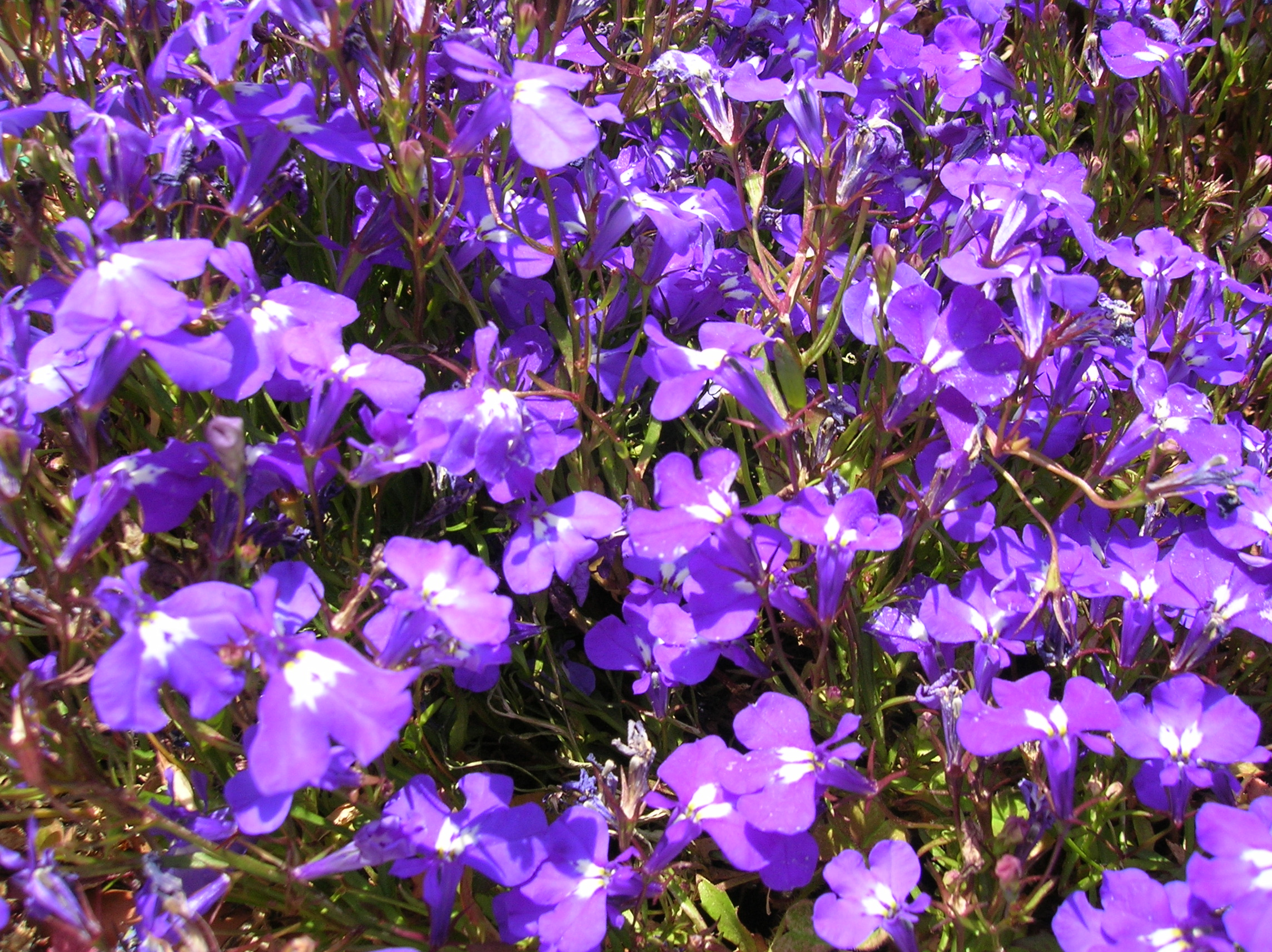
Fialový kultivar
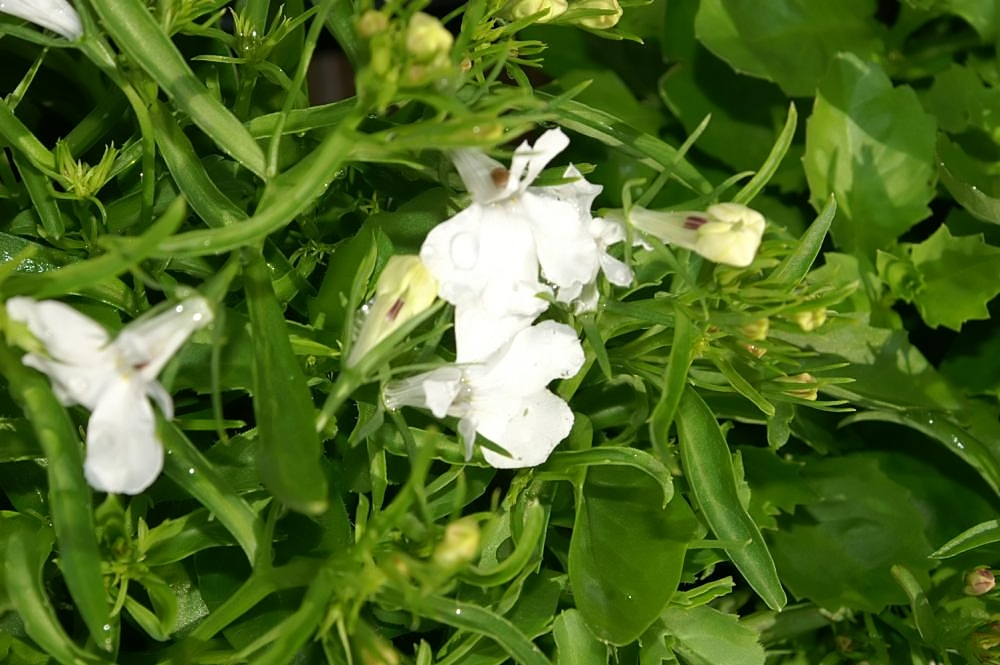
Bílý kultivar